# Čikaška izjava
Čikaška izjava je politično stališče ameriških Slovencev o združitvi južnih Slovanov v novo državo po prvi svetovni vojni.
Izjava je bila izoblikovana 29. junija 1917 na posvetovanju v Chicagu, na katerem so sodelovali predstavniki slovenskih liberalcev in socialistov v ZDA. Naslovili so jo na Slovence v ZDA, njen predlagatelj pa je bil Etbin Kristan. Izjava analizira razmere v Evropi po februarski revoluciji 1917 v Rusiji in poudarja zanimanje ameriških Slovencev za usodo jugoslovanskih narodov po 1. svetovni vojni. Izjava je ugotovila, da med Jugoslovani ni take jezikovne razlike kakor npr. med nemščino in italijanščino ali mnogimi drugimi jeziki, vendar pa, da ima vsak jugoslovanski narod svojo književnost, posebno kulturo, šege in navade. Zato predlagatelji izjave vidijo edino uspešno rešitev slovenskega in sploh jugoslovanskega vprašanja v politični združitvi vseh južnih Slovanov in avtonomiji vsakega v tistih zadevah, ki niso skupne. Uresničitev te ideje naj bi bila mogoča le v jugoslovanski federativni republiki. Pod vplivom ameriškega demokratičnega izročila, delaracije o neodvisnosti in ameriške ustave so podpisniki v izvajvi zahtevali uveljavitev meščanskih svoboščin in pozvali ameriške Slovence, naj ustanovijo organizacijo, ki bo delovala za uresničitev tega cilja. Na tej osnovi je nastalo Jugoslovansko republičansko združenje.